# Aurèle Ferlatte
Aurèle Ferlatte, né le 29 février 1928 à Dalhousie (Nouveau-Brunswick) et mort le 11 juin 2022 dans la même ville, est un syndicaliste canadien.   
Le gouvernement du Nouveau-Brunswick l'a souvent sollicité pour son expertise.  

## Biographie
Il intègre la Marine marchande du Canada à l'âge de 16 ans en pleine Seconde Guerre mondiale, utilisant l'acte de naissance de son frère décédé ; il y intègre son premier syndicat, le Syndicat des marins canadiens.
Il poursuit une carrière de 35 ans dans le syndicalisme, et ce dès la fin de la guerre, dans plusieurs domaines comme la santé , participant à l'introduction de l'assurance maladie au Nouveau-Brunswick, ou officiant au Syndicat canadien des travailleurs du papier.
Il a aussi été président de l'Association des anciens combattants de la marine marchande du Canada, où il a joué un rôle majeur dans la reconnaissance officielle de leur effort de guerre.
Il est fait membre de l'ordre du Canada en 2002 ainsi que de l'ordre du Nouveau-Brunswick à titre posthume en 2022.